# 云壤国家公园
云壤国家公园，正式名称为西哈努克云壤国家公园（ឧទ្យានជាតិព្រះសីហនុរាម），是柬埔寨的一个国家公园，位于柬埔寨东南部，西哈努克省波雷诺县境内。
云壤国家公园成立于1993年。这里被认定为具有生物学价值，为保护这里的自然环境免遭威胁，柬埔寨政府成立了这个国家公园。